# بالدگوبیا
بالدگُبیا دهستانی در استان آلابای اسپانیا است.
در این دهستان 1076 نفر زندگی می‌کنند. مساحت این دهستان 243.44 کیلومتر مربع است.

## نگارخانه

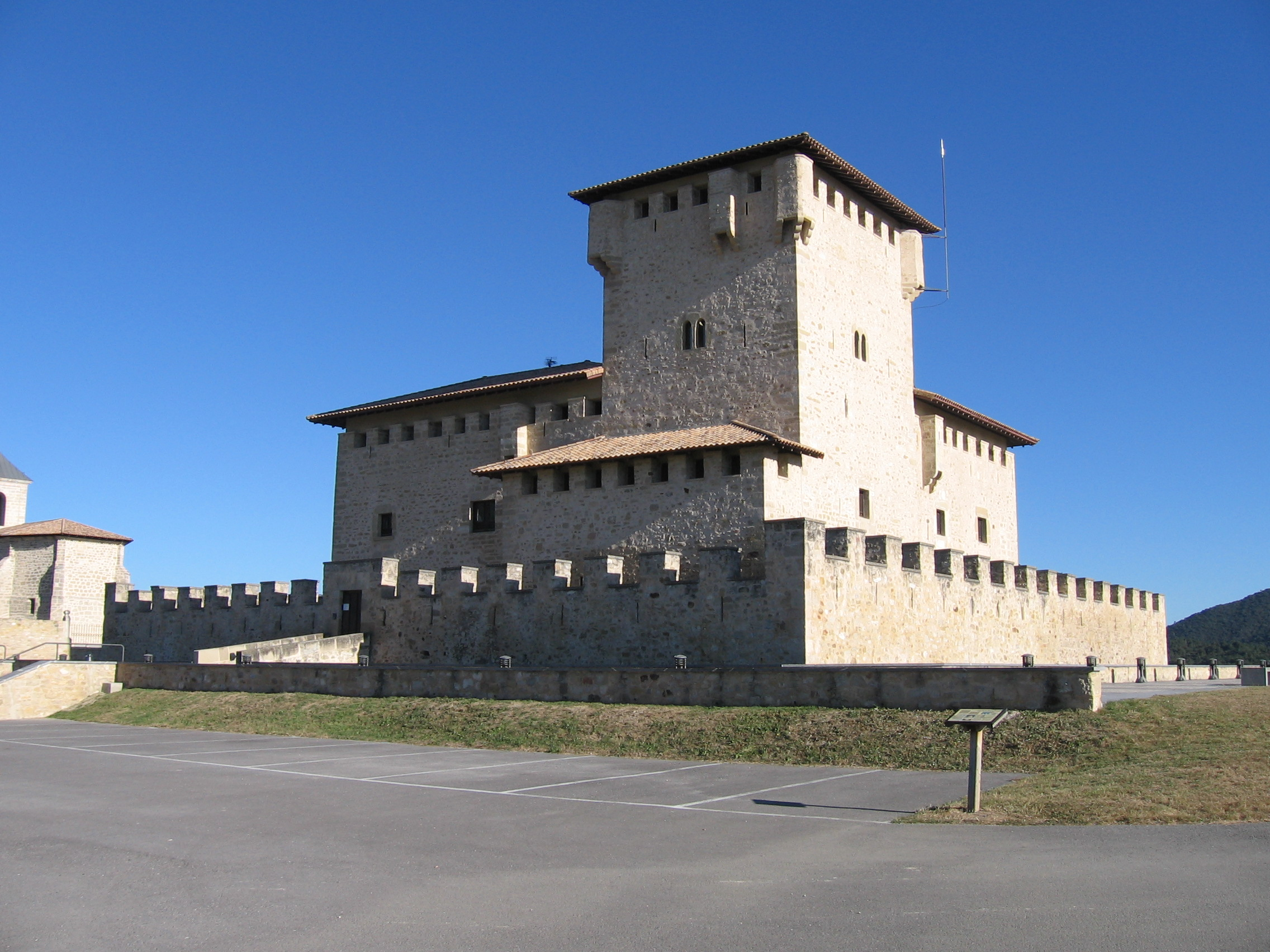
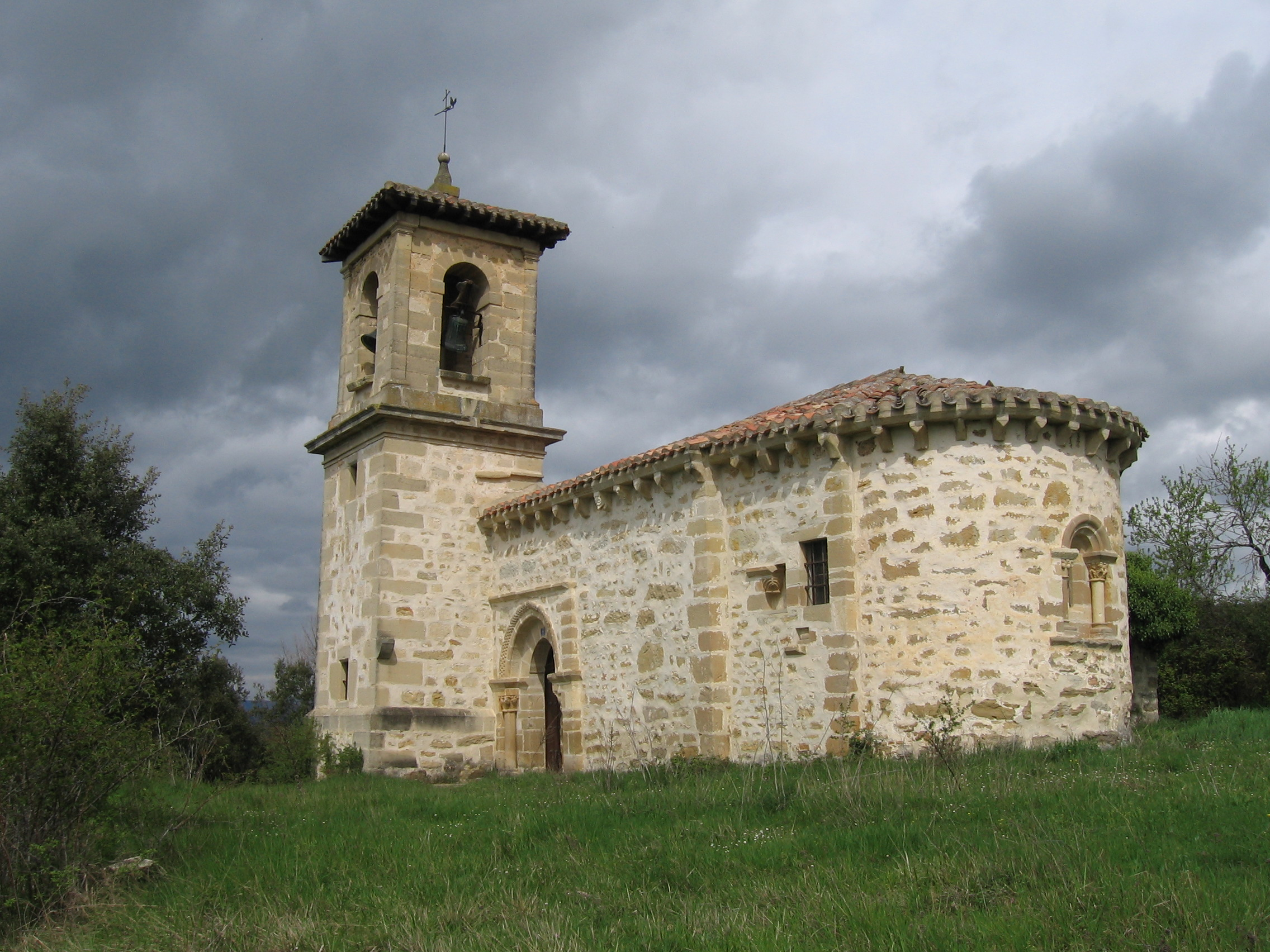
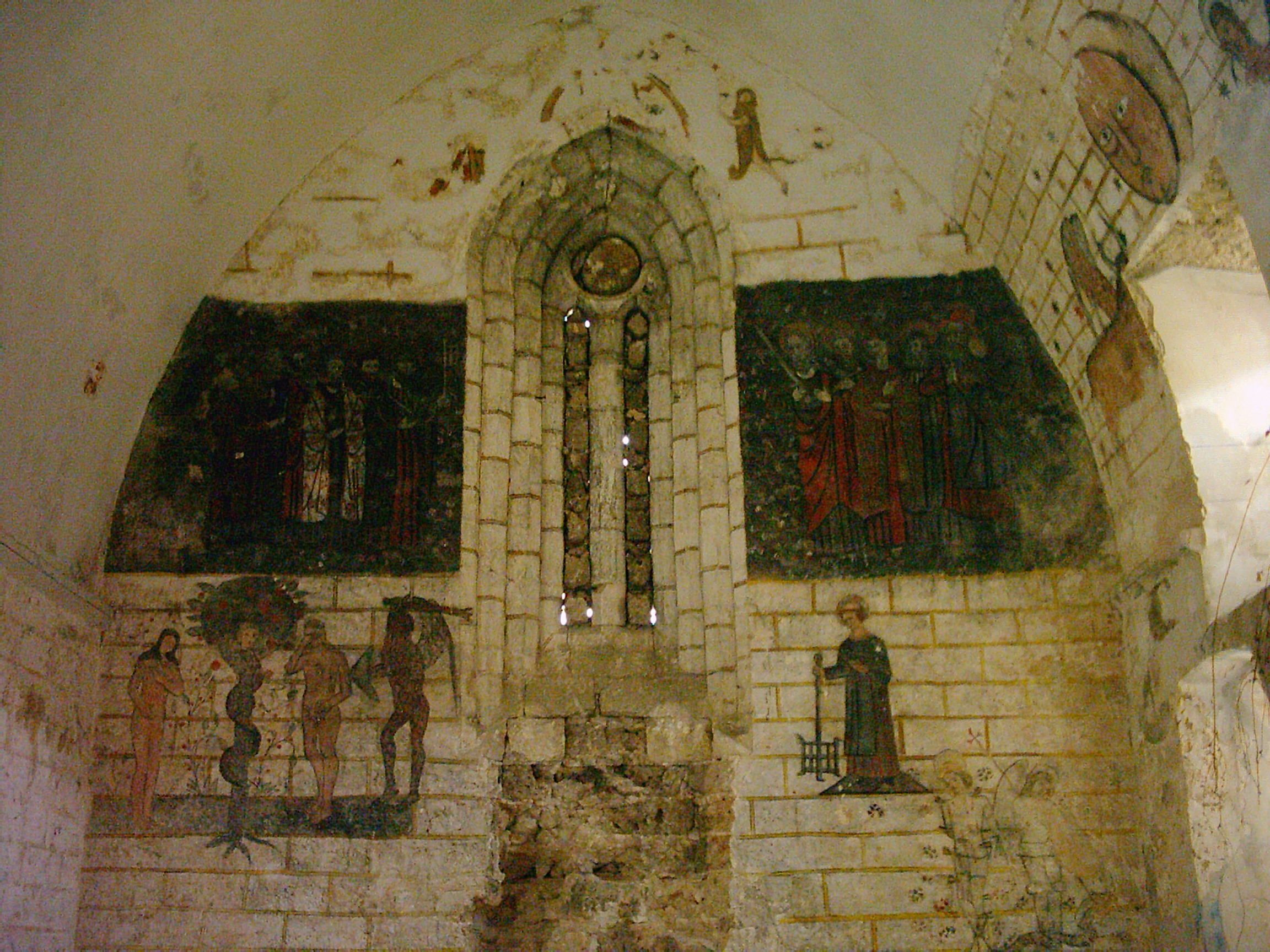

## مراجع
- نام، جمعیت و مساحت از درگاه ملی آمار (اسپانیا) گرفته شده است.